# Leptotes insulana
Leptotes insulana är en fjärilsart som beskrevs av Aurivillius 1909. Leptotes insulana ingår i släktet Leptotes och familjen juvelvingar. Inga underarter finns listade i Catalogue of Life.